# Музей бойової слави села Гвіздівці
Музей бойової слави села Гвіздівці — музей, створений у селі Гвіздівці Сокирянського району Чернівецької області.

## Короткий опис
Тут експонуються зібрані матеріали про визволення села 24 березня 1944 року військами 2-го Українського фронту від німецької окупації та участь 173 односельців у бойових діях, 90 з яких загинули при визволенні Ленінграда, Сталінграда, Варшави, Праги, Кенігсберга, Берліна.
Численні фотографії увінчали впорядкування земляками військової братської могили та встановлення в селі пам'ятного знака воїнам-односельцям.
Серед матеріалів про випускників школи експонуються фотографії та особисті речі їх земляка, який навчався у відомого Маестро Степана Сабадаша,  українського композитора Михайла Васильовича Мафтуляка.